# 1 Pancerna Brygadowa Grupa Bojowa „Devil Brigade”
1 Pancerna Brygadowa Grupa Bojowa „Devil Brigade” (ang. 1st Brigade Combat Team, 1st Infantry Division) – ciężki brygadowy zespół bojowy przydzielony do 1 Dywizji Piechoty Armii USA stacjonującej w Fort Riley w stanie Kansas. Jest jedną z dwóch najstarszych brygad dywizyjnych armii, w swoim składzie ma jedne z najstarszych jednostek w armii Stanów Zjednoczonych. Dowództwo i kompania dowodzenia (HHC) 1 Brygady brała udział w I wojnie światowej, Wojnie wietnamskiej, w operacjach Pustynna Tarcza i Pustynna Burza. Najsłynniejszymi kampaniami, w których Brygada wzięła udział to m.in.: Aisne-Marne, Meuse-Argonne, Pikardia, Ofensywa Tết oraz wyzwolenie i obrona Kuwejtu. Od czasu Pustynnej Burzy „Diabelska Brygada” została rozmieszczona w Bośni, Kuwejcie i Korei podczas ćwiczeń 2. Dywizji Piechoty.

## Historia

### I wojna Światowa
Dowództwo i kompania dowodzenia ukonstytuowała się 24 maja 1917 roku w Regularnej Armii jako dowództwo 1 Brygady 1 Dywizji Ekspedycyjnej (później przemianowanej na 1 Dywizję Piechoty) w ramach nowo utworzonego Amerykańskiego Korpusu Ekspedycyjnego. 1 Brygada wzięła udział w szeregu kampanii podczas I wojny światowej.
Po I wojnie światowej, 1 kwietnia 1921 Brygada została przemianowana na dowództwo i kompanię dowodzenia (HHC) 1  Brygady Piechoty.

### II wojna światowa
1 Brygada Piechoty jako część 1 Dywizji Piechoty stacjonowała w Nowym Jorku do 11 października 1939 roku, kiedy została dezaktywowana po restrukturyzacji Dywizji w system trójkowy.
Podczas II wojny światowej sformowano tylko dwie oddzielne brygady: 1 Brygadę Piechoty Powietrznodesantowej i 2 Brygadę Piechoty Powietrznodesantowej.  1 Brygada Piechoty Powietrznodesantowej została sformowana w Fort Benning w stanie Georgia 20 lipca 1942 roku początkowo jako 1 Brygada Piechoty Spadochronowej. Jednostka zmieniła nazwę ze „spadochronowej” na „desantową” po przydzieleniu do niej 88 pułku piechoty szybowcowej. Siedem miesięcy później Brygada została rozwiązana.

### Zimna wojna
W ramach kolejnej reorganizacji Armii Stanów Zjednoczonych 1 Brygada Piechoty została odtworzona jako niezależna jednostka i stacjonowała w Fort Benning od 1958 do 1962 roku. Po powrocie Brygady do 1 Dywizji Piechoty, Brygadę przemianowano na 197 Brygadę Piechoty.

### Wojna wietnamska
W 1964 1 Brygada weszła w skład 1 Dywizji Piechoty w Fort Riley w Kansas i została przemianowana na 1 Brygadę 1 Dywizji Piechoty. W 1965 roku Brygada wraz z Big Red One została wysłana do Republiki Wietnamu, gdzie walczyła w dziesięciu kampaniach obejmujących 24 główne bitwy. Powróciła do Fort Riley w 1970 roku.

### Operacja Iracka Wolność
23 lipca 2003 r. Dowództwo Sił Armii USA w trybie alarmowym dyslokowało 1 Brygadę na irackim teatrze operacji w celu wsparcia operacji Iracka Wolność. W dniach 2-11 września Brygada rozmieszczała swoje główne siły w Kuwejcie. Początkowo przydzielona była do 82. Dywizji Powietrznodesantowej, brygada zajęła Obszar Operacji Topeka i 26 września razem 2 szwadronem 3 pułku kawalerii pancernej przeprowadziła operację przejęcia władzy. 20 marca 2004 CJTF-7 przyłączył 1 Brygadę do 1 Dywizji Marines w celu kontynuowania operacji ofensywnych w AO Topeka.
W ciągu następnych dwunastu miesięcy w operacjach ofensywnych brygady zginęło 541 buntowników, zraniono 101 i zatrzymano ponad 2081 bojowników wroga, w tym przechwycono 18 celów o dużej wartości i 20 dżihadystów. Brygada odpowiedziała ogniem na setki ataków z użyciem broni ręcznej i RPG, a także na ponad 550 ataków IED (improwizowanych ładunków wybuchowych). W celu pozbawienia zdolności wroga do prowadzenia operacji, Brygada przechwyciła 41 ciężkich karabinów maszynowych, 175 wyrzutni RPG, 3134 pocisków moździerzowych i artyleryjskich, 1781 rakiet i 17 pocisków ziemia-powietrze. Oprócz działań bojowych brygada utworzyła i wyszkoliła 60. Brygadę Irackiej Gwardii Narodowej, w tym 500., 501. i 502. bataliony inżynieryjne. 1. Brygada zasponsorowała również ponad 23,8 miliona dolarów w cywilne projekty w prowincji Al-Anbar. Brygada powróciła do Fort Riley we wrześniu 2004 roku.

## Struktura organizacyjna
Skład 2022
- HHC „Regulators”
- 1 batalion 16 pułku piechoty „Iron Rangers” (1-16 IN)
- 2 batalion 34 pułku pancernego „The Dreadnaughts” (2-34 AR)
- 3 batalion 66 pułku pancernego „Burt's Knights” (3-66 AR)
- 1 szwadron 4 pułku kawalerii „Quarterhorse” (1-4 CAV)
- 1 batalion 5 pułku artylerii polowej „Hamilton's Own” (1-5 FAR)
- 1 batalion inżynieryjny „Diehard” (1 BEB)
- 101 Batalion Wsparcia Brygady „Liberty” (101 BSB)

## Insygnia
Charakterystyczny herb jednostki – „fleur-de-lis” symbolizuje udział Brygady w walkach we Francji, po jej zorganizowaniu 24 maja 1917 r. w ramach nowo utworzonego 1 Korpusu Ekspedycyjnego. Ponieważ zarówno 1. jak i 2. Brygada 1 Dywizji Piechoty zostały utworzone przed powstaniem Dywizji, są one uprawnione do wprowadzenia własnych insygniów.

## Rodowód
- Zorganizowana 8 czerwca 1917 w Nowym Jorku
- 1 kwietnia 1921 jednostka została zreorganizowana i przemianowana na dowództwo i kompanię dowodzenia (HHC) 1 Brygady Piechoty
- Przemianowana 23 marca 1925 na dowództwo i kompanię dowodzenia 1 Brygady
- 24 sierpnia 1936 ponownie przemianowana na HHC 1 Brygady Piechoty
- 11 października 1939 jednostka została rozwiązana w Camp Wadsworth w stanie Nowy Jork.
- Odtworzona 1 lipca 1943 w Armii Regularnej jako HHC 1 Brygady Piechoty Powietrznodesantowej
- Aktywowana 6 lipca 1943 w Camp Meade w stanie Dakota Południowa
- Ponownie rozwiązana 27 stycznia 1944 w Camp Mackall w Karolinie Północnej
- 8 lipca 1958 odtworzona w Armii Regularnej jako HHC 1 Brygady Piechoty
- Aktywowana 25 lipca 1958 w Fort Benning w Georgii i tam 24 września 1962 dezaktywowana
- 23 października 1963 przemianowana na HHC 1 Brygady 1 Dywizji Piechoty
- 2 stycznia 1964 aktywowana w Fort Riley w Kansas
- Dowództwo 1 Brygady 1 Dywizji Piechoty zreorganizowane i przemianowane 16 września 2009 na dowództwo 1 Brygadowej Grupy Bojowej[6].

### Udział w kampaniach
I wojna światowa
- Montdidier-Noyon
- Aisne-Marne
- Saint-Mihiel
- Meuse-Argonne
- Lorraine 1917
- Lorraine 1918
- Picardy 1918

Wojna wietnamska
- Obrona
- Kontrofensywa
- Kontrofensywa, faza II
- Kontrofensywa, faza III
- Kontrofensywa Tết
- Kontrofensywa, faza IV
- Kontrofensywa, faza V
- Kontrofensywa, faza VI
- Tết 69 / Kontrofensywa
- Lato-jesień 1969
- Zima-wiosna 1970

Azja Południowo-Zachodnia
- Obrona Arabii Saudyjskiej
- Wyzwolenie i obrona Kuwejtu
- Zawieszenie broni

Wojna z terroryzmem
- Irak[6]

### Odznaczenia[6]
| Medal                       | Wstęga (streamer) | Haft na wstędze   |
| --------------------------- | ----------------- | ----------------- |
| Valorous Unit Award         |                   | AL ANBAR PROVINCE |
| Superior Unit Award (Army)  |                   | 2006-2009         |
| Krzyż Waleczności z palmą   |                   | VIETNAM 1965-1968 |
| Krzyż Waleczności z palmą   | VIETNAM 1969-1970 |                   |
| Civil Actions Medal I klasy |                   | VIETNAM 1965-1970 |